# Dolní Chabry
Dolní Chabry (en allemand Unter Habern) est un quartier pragois situé dans le nord de la capitale tchèque, appartenant à l'arrondissement de Prague 8, d'une superficie de 498,9 hectares est un quartier de Prague. En 2018, la population était de 4 712 habitants.
La première mention écrite de Dolní Chabry date du 1273. La ville est devenue une partie de Prague en 1968.